# Georges Cartier (1877-1960)
Pour les articles homonymes, voir Georges Cartier et Cartier.
Georges Cartier, né le 5 février 1877 à Genève (Suisse) et mort le 2 juin 1960 à Jacob-Bellecombette (Savoie), est un général et homme politique français. Il a combattu lors des deux guerres mondiales et s'est illustré à la tête du Groupement Savoie-Dauphiné en juin 1940. Il fut maire d'Annecy.
Il ne faut pas confondre le général Georges Cartier avec le général de brigade François Cartier (1862-1953).

## Biographie

### Jeunesse et début de carrière militaire
Georges Eugène Alphonse naît le 5 février 1877 à Genève (Suisse). Issu du mariage entre un père savoyard, originaire de Doussard (Haute-Savoie), et une mère d'une vieille famille calviniste de Genève (Suisse), Georges Cartier passe son enfance en Suisse jusqu'à la maturité fédérale, puis il passe son baccalauréat à Chambéry. Il embrasse alors une carrière militaire en s'engageant comme volontaire en 1896 au 22e BCA à Albertville. À la sortie de l’École militaire de l'infanterie de Saint-Maixent, il est nommé sous-lieutenant au 12e bataillon de chasseurs alpins à Embrun, puis à Grenoble. En 1907, il est reçu à l’École supérieure de guerre. Il est ensuite affecté, en tant que capitaine, au 28e bataillon de chasseurs alpins à Embrun. En mars 1914, il est nommé à l’état-major particulier du ministre Adolphe Messimy.

### Première Guerre mondiale
À la déclaration de guerre (le 3 août 1914), le capitaine Georges Cartier se trouve à l’état-major du général Gallieni puis au 2e Bureau de la VIe Armée. En mars 1916, le général Joffre l'affecte auprès de la légation de France en Roumanie, laquelle est encore déclarée neutre. La mission du capitaine Cartier placé auprès du comte de Saint-Aulaire alors ministre de France à Bucarest est de jauger les moyens militaires roumains ainsi que ceux de l'ennemi. Il prend en charge le Deuxième Bureau de l'armée roumaine. Après l'entrée en guerre de la Roumanie, alors seul officier français présent dans le pays, il prend part aux combats.
En octobre 1916, il se rend à Petrograd à la rencontre de la Mission militaire française du général Berthelot sous le commandement duquel il sera désormais placé. Au sein de grand quartier général roumain il est attaché au Deuxième Bureau dont il assure, de facto, la direction. En 1917, il est également chargé du service de renseignement de l'armée russe présente en Roumanie.
Promu chef de bataillon, il rentre en France en août 1917, traversant la Russie en pleine tourmente révolutionnaire.

#### Sur le front, en France
Le commandant Cartier est affecté au 159e régiment d'infanterie alpine (le fameux 15-9), dont il va commander le 1er bataillon. En mars 1918, les Alpins de la 77e Division sont investis, pour contrer la redoutable offensive Michael, de la mission vitale de bloquer l'accès à Paris. Le commandant Cartier prend alors les fonctions d'adjoint au chef de corps. Le 15-9 se bat et, au prix de lourdes pertes, parvient à contenir les trois régiments d'infanterie allemands. Le régiment sera, pour sa conduite, cité à l'ordre de l'Armée.

#### À l'Armée d'Orient
Après une permission au cours de laquelle il se remet d'une blessure au combat, le chef de bataillon Cartier est nommé à la tête du Deuxième Bureau de l'Armée d'Orient. Il arrive à Salonique en juillet 1918, une semaine avant la prise de commandement de cette armée internationale, forte de plus de 600 000 hommes, par le général Franchet d'Esperey.
Il fait en sorte que le haut commandement germano-bulgare ait en mains des photographies aériennes d'un nombre important de chars de combat et de l'artillerie d'accompagnement dont disposent les Français. Il s'agit en fait de maquettes habilement fabriquées. Le stratagème fonctionne parfaitement, permettant une percée décisive des troupes franco-serbes. Dès lors, tout va très vite sur le front d'Orient. Le 29 septembre la Bulgarie signe l'armistice. Le général Franchet d'Esperey arrête, à Belgrade, avec le gouvernement révolutionnaire hongrois, une convention dont le commandant Cartier a rédigé les termes.

#### À Constantinople
Le général Franchet d'Esperey transfert son quartier général à Constantinople et installe l’État Major de l'Armée d'occupation dans la propre demeure d'Enver Pacha. La Grande Guerre est officiellement terminée mais la situation internationale reste tendue. Depuis Constantinople, le Deuxième Bureau a un poste d'observation privilégié sur une vaste zone géographique. Chaque mois un copieux rapport de situation, extrêmement précis, pays par pays, est adressé à l’état-major de l'Armée à Paris. L'ensemble de ces rapports est maintenant publié. Le commandant Cartier rentre en France en avril 1920.

### L'entre-deux-guerres
Après avoir soigné un grave typhus contracté dans les Balkans, il est nommé, au printemps 1921, à l'état-major du 32e Corps d'Armée dont il va occuper le 3e Bureau en Rhénanie.
En 1923, nommé lieutenant-colonel, il est affecté à Pau au 18e régiment d'infanterie. Il y reviendra en tant que commandant en 1926 après avoir passé un an comme sous-chef du cabinet militaire du ministre de la Guerre, Paul Painlevé. Il suit ensuite le cours du Centre des hautes études militaires.
En septembre 1932 il prend le commandement par intérim de la 53e Brigade d'Infanterie dans les Alpes, puis, nommé général de brigade, il prend à Grenoble en 1936 le commandement de la 27e division d'infanterie et du secteur fortifié du Dauphiné.
En 1937, il est promu général de division. Sa carrière militaire prend officiellement fin le 1er février 1939.

### La Seconde Guerre mondiale

#### La drôle guerre
Rappelé à l'activité le 2 septembre 1939, le général Cartier prend le commandement de la 64e division d'infanterie, dont le QG est à Valence, puis à Seyssel, chargée de la défense du secteur nord des Alpes. Pendant deux mois il va s'employer à établir une ambiance martiale au sein de cette division de série B, composée de réservistes dont la moyenne d'âge est de 34 ans et la préparer à sa mission.
Lorsqu'il quitte le commandement de cette grande unité au début du mois de novembre, il laisse à son successeur une division bien organisée, à l'instruction et en train d'acquérir sa pleine capacité opérationnelle. Du 21 novembre 1939 au 13 février 1940, il occupe le poste de Directeur des Étapes et des Services (D.E.S.) de la VIe Armée puis de l'Armée des Alpes et enfin après cette dernière date de la nouvelle VIe Armée, qui va être placée en réserve en Bourgogne avant de monter en Champagne en mai 1940.

#### Le Groupement Cartier
Le 6 juin, le général Cartier est nommé adjoint au général commandant la XIVe région à Lyon.
L'armée allemande prend à revers l'Armée des Alpes du général Olry. Investi le 10 juin 1940 de la mission d'assurer la défense du secteur Nord des Alpes contre les Allemands, il constitue le Groupement de Défense de Savoie-Dauphiné, force improvisée d'environ 15 000 hommes, formée d'éléments hétéroclites rassemblés en hâte dans un effort de mobilisation régionale. Son artillerie, placée sous le commandement du général de brigade Georges Marchand, bloque l'avancée des blindés allemands à Voreppe à une douzaine de kilomètres de Grenoble les 23 et 24 juin 1940, tenant le site jusqu'à l'entrée en vigueur de l'armistice du 24 juin 1940 (le 25 juin à 0 h 35), permettant ainsi à la ville d'échapper à une invasion allemande. Ni Grenoble, ni Chambéry – où les Allemands et les Italiens avaient prévu de faire leur jonction – ne sont atteints.
La Savoie et le Dauphiné, malgré tout l'intérêt stratégique d'une frontière avec la Suisse, figureront dans leur quasi-totalité en zone libre. Ce ne sera pas indifférent pour l'évasion des juifs de France vers la Suisse grâce à l'établissement de filières passant par la Savoie.

#### Les années de guerre
Le général Cartier est placé dans le cadre de réserve sans emploi le 1er juillet 1940 puis, à la mort du titulaire de la fonction, il est nommé pour remplacer Joseph Blanc à la tête du conseil municipal d’Annecy, le 26 mars 1941. Il entre en fonction le 31 mars et administre autoritairement cette ville durant un an.
Le 2 mai 1942, François de Menthon, universitaire aux supposées opinions gaullistes et pro-britanniques est convoqué à la mairie, sur papier à en tête. Il s'agit là d'un faux portant la signature du maire, imitée. À son arrivée, les jeunes gens du Service d'ordre légionnaire, à l'origine de cette convocation, le molestent et le trempent dans le bassin situé devant le bâtiment de la mairie. Le maire proteste publiquement contre cette action. Il est révoqué par le gouvernement Laval.
Au début de l'été 1943, ayant été averti qu'il est menacé d'une arrestation imminente, il passe clandestinement en Suisse, gagne Genève d'où il coopère étroitement avec les Services de Renseignements alliés. Sa femme sera arrêtée aux Houches (Haute Savoie) par la police allemande ainsi que leur 3e fils, Rémy, le 14 septembre 1943. Ce dernier meurt le 3 avril 1945 dans le camp de Dora, après un passage dans celui de Buchenwald.

### L'après-guerre
Dès la libération de la province, le général Cartier rentre en Savoie. Il est nommé président de la Cour martiale de Savoie puis de la Cour de justice de Savoie, établies successivement pour juger des faits de collaboration. En 1946, il prend l'initiative de faire signer en Haute Maurienne une pétition, afin de rectifier la frontière et de placer sous la souveraineté française l'intégralité du plateau du Mont Cenis qui faisait partie intégrante de la Savoie avant 1860. Le traité de paix du 10 février 1947 avec l'Italie ira dans ce sens.
Il préside un temps l'Académie delphinale à Grenoble et est membre du comité directeur de l'Académie florimontane à Annecy.
Dans les dernières années de sa vie, il préside, du côté français, le comité franco-italien pour la réalisation du tunnel routier du Fréjus.
Georges Cartier meurt le 2 juin 1960, à Jacob-Bellecombette (Savoie), où il est inhumé. Les honneurs militaires lui sont rendus en présence du drapeau unique des chasseurs, emblème commun à tous les bataillons.

## Distinctions et honneurs

### Décorations françaises
- Commandeur de la Légion d'honneur (5 août 1941)
  -  Grand officier de la Légion d'honneur (30 juin 1938)
  -  Officier de la Légion d'honneur (4 décombre 1920)
  -  Chevalier de la Légion d'honneur (11 janvier 1916)[15]
- Croix de guerre 1914–1918
- Croix de guerre 1939–1945
- Croix des Services militaires volontaires
- Médaille commémorative d'Orient

### Distinctions étrangères

#### Grèce
- Croix de Guerre 1916-1918

#### Italie
- Chevalier de l'ordre des Saints-Maurice-et-Lazare

#### Japon
- Chevalier de l'ordre du Soleil Levant

#### Norvège
- Commandeur de l'ordre de Saint-Olaf avec glaives

#### Roumanie
- Commandeur de l'ordre de la Couronne avec glaives
- Officier de l'ordre de l'Étoile

- Médaille de la Vertu militaire
- Croix de guerre 1916-1918

#### Royaume-Uni
- Ordre du Service distingué

#### Russie
- Ordre de Saint-Vladimir avec glaives

#### Protectorat français de Tunisie
- Commandeur du Nichan Iftikhar

#### Serbie
- Commandeur de l'ordre de l'Aigle Blanc

#### Yougoslavie
- Médaille commémorative serbe